# 海老津車站
海老津車站（日语：〔〕／ Ebitsu eki */?）為福岡縣遠賀郡岡垣町海老津站前1-1所在之九州旅客鐵道（JR九州）鹿兒島本線的鐵路車站。

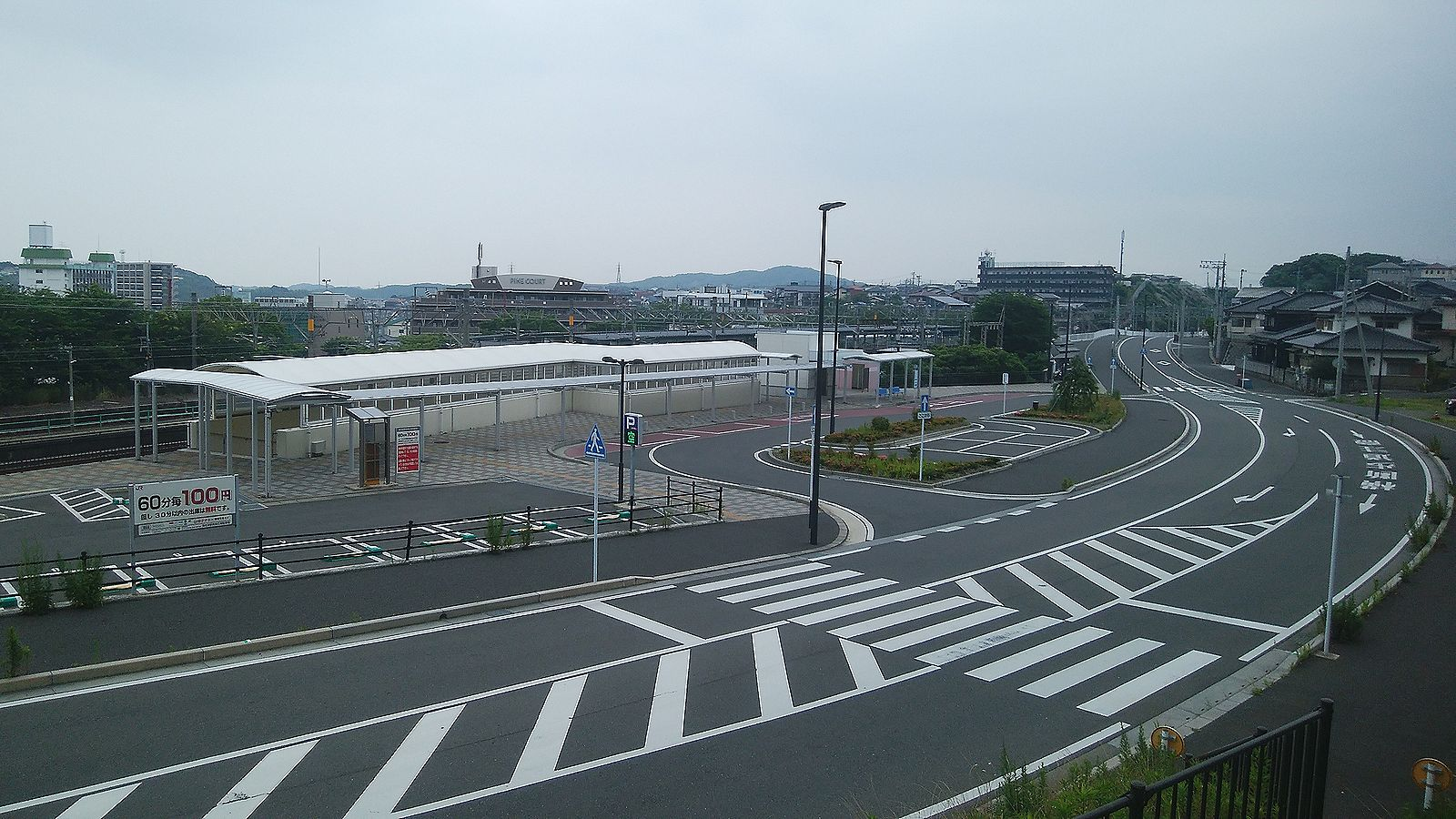
南口遠景（2022年6月）

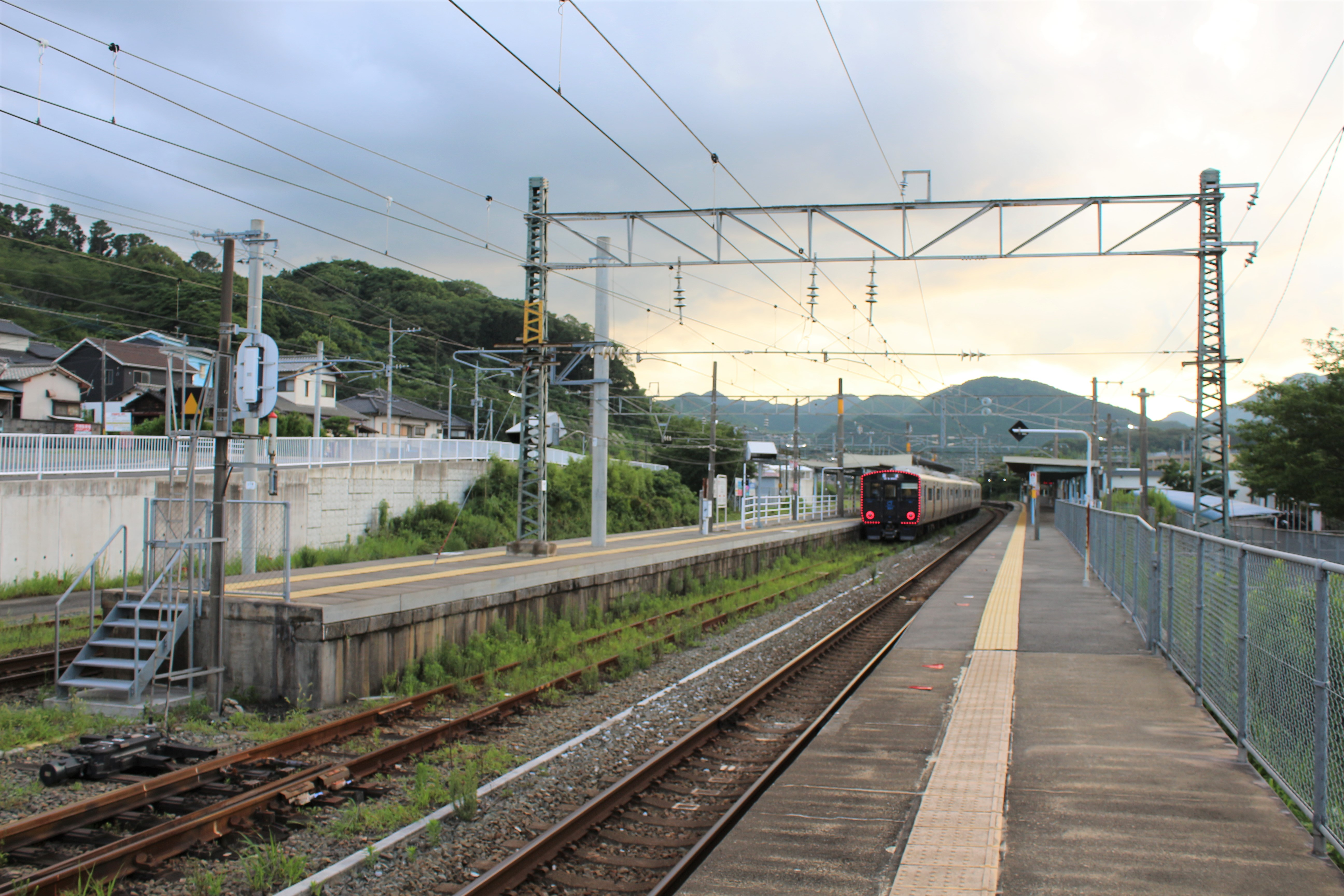
月台（2020年7月）

## 車站構造

### 月台配置
| 月台 | 路線       | 方向 | 目的地         | 備註                      |
| ---- | ---------- | ---- | -------------- | ------------------------- |
| 1、2 | 鹿兒島本線 | 上行 | 小倉、下關方向 | 2號月台是上下共用的待避線 |
| 2、3 | 鹿兒島本線 | 下行 | 赤間、博多方向 | 2號月台是上下共用的待避線 |

## 相鄰車站
九州旅客鐵道
鹿兒島本線
■快速*、■區間快速*
折尾（JA19）－海老津（JA16）－赤間（JA14）
■準快速、■普通
遠賀川（JA17）－海老津（JA16）－教育大前（JA15）

## 外部連結
- 海老津車站 （页面存档备份，存于）（日語）